# Most kolejowy Glinki-Góra Kalwaria
Most kolejowy Glinki-Góra Kalwaria – most kolejowy nad Wisłą położony w ciągu linii kolejowej nr 12, w miejscowościach Glinki oraz Góra Kalwaria. Najbliższa na południe od Warszawy przeprawa kolejowa przez Wisłę. Most powstał w latach 1950–1951.
W czerwcu 2021 roku Mazowiecki Wojewódzki Konserwator Zabytków na wniosek Towarzystwo Opieki nad Zabytkami – Oddział w Warszawie wszczął postępowanie mające na celu wpisanie przeprawy do wojewódzkiej ewidencji zabytków. Most został w tej ewidencji ujęty, jednak w 2024 spółka PKP Polskie Linie Kolejowe podjęła starania, by most z niej wykreślić, aby móc go rozebrać i zbudować nową przeprawę. Z inicjatywy sołtysa wsi Glinki powstała petycja, w której mieszkańcy zaapelowali o dodanie do nowej przeprawy kładki pieszo-rowerowej. W styczniu 2025 spółka PKP PLK zapowiedziała dostosowanie nowego obiektu do potrzeb pieszych i rowerzystów.